# Vouécourt
Vouécourt ist eine französische Gemeinde mit 208 Einwohnern (Stand: 1. Januar 2022) im Département Haute-Marne in der Region Grand Est. Sie gehört zum Arrondissement Chaumont und zum Kanton Bologne. Die Bewohner werden Vouécourtois und Vouécourtoises genannt.
Die Gemeinde erhielt 2022 die Auszeichnung „Zwei Blumen“, die vom Conseil national des villes et villages fleuris (CNVVF) im Rahmen des jährlichen Wettbewerbs der blumengeschmückten Städte und Dörfer verliehen wird.

## Geografie
Die Gemeinde Vouécourt liegt an der Marne, 20 Kilometer nördlich von Chaumont. Sie ist umgeben von folgenden Nachbargemeinden:
| Vignory            | Froncles                                    | Doulaincourt-Saucourt |
|                    | Kompassrose, die auf Nachbargemeinden zeigt | Roches-Bettaincourt   |
| Soncourt-sur-Marne | Viéville                                    | Andelot-Blancheville  |

## Bevölkerungsentwicklung

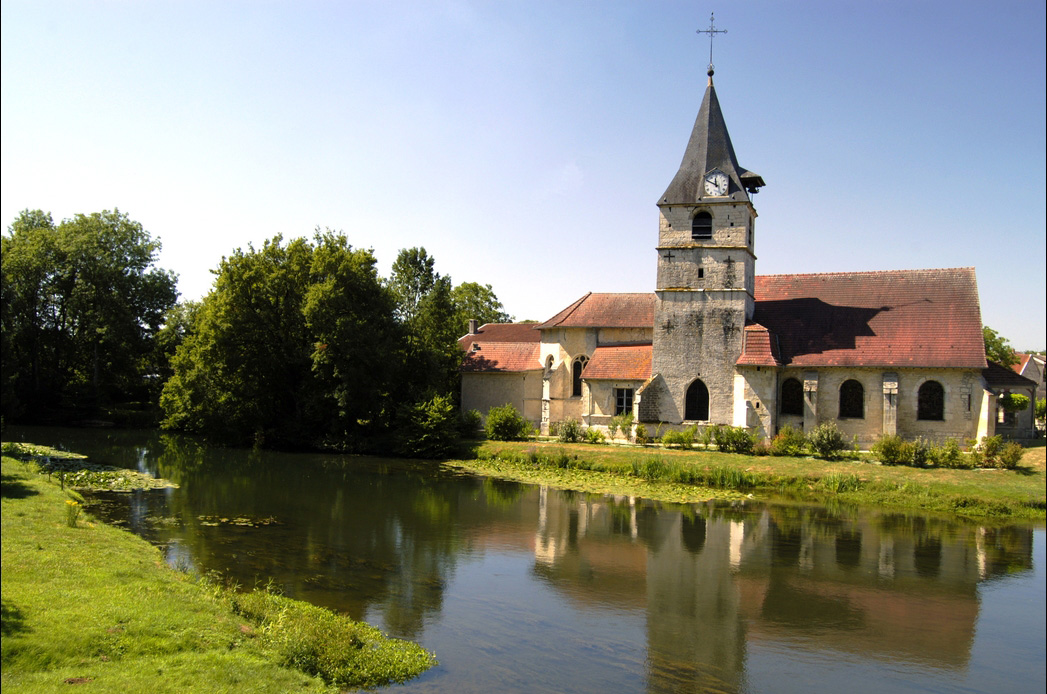
Kirche Saint-Hilaire

| Jahr                       | 1962 | 1968 | 1975 | 1982 | 1990 | 1999 | 2008 | 2019 |
| -------------------------- | ---- | ---- | ---- | ---- | ---- | ---- | ---- | ---- |
| Einwohner                  | 282  | 251  | 235  | 178  | 209  | 205  | 228  | 202  |
| Quellen: Cassini und INSEE |      |      |      |      |      |      |      |      |

## Sehenswürdigkeiten
- Kirche Saint-Hilaire